# Cristo davanti a Caifa (Giotto)
Cristo davanti a Caifa è un affresco (200x185 cm) di Giotto, databile al 1303-1305 circa e facente parte del ciclo della Cappella degli Scrovegni a Padova. È compreso nelle Storie della Passione di Gesù del registro centrale inferiore, nella parete destra guardando verso l'altare.

## Descrizione e stile
Dopo essere stato arrestato, Gesù viene portato dai sommi sacerdoti, Anna e poi Caifa. La scena mostra Gesù in casa di Caifa davanti ai due uomini seduti in uno scranno. Caifa, con il gesto raffigurato anche nell'allegoria dell'Ira, si strappa la veste dal petto perché vorrebbe condannare Gesù a morte ma non può farlo poiché non ne ha l'autorità. Tra gli armigeri uno leva una mano per colpire Gesù, legato e strattonato al centro, poiché proprio in casa di Caifa ebbe inizio la persecuzione di Cristo che nell'iconografia viene di solito indicata come la scena del Cristo deriso. 
Sperimentale è l'uso della luce: poiché si tratta di una scena notturna è presente una fiaccola nella stanza, oggi diventata scura per le alterazioni cromatiche, che illumina dal basso le travi del soffitto rischiarando quelle al centro e lasciando in ombra quelle agli angoli. Intensa è l'inventiva di Giotto rispetto all'iconografia tradizionale, che accentua la drammaticità degli avvenimenti, ma colpisce anche l'efficacia della costruzione prospettica dell'architettura, soprattutto nel soffitto.